# Чемпионат Европы по футболу 2024 (отборочный турнир, группа F)
Группа F отборочного турнира чемпионата Европы по футболу 2024 — одна из десяти групп для определения команд, которые примут участие в основной стадии чемпионата в Германии. В группу F попали пять сборных: Австрия, Азербайджан, Бельгия, Швеция и Эстония. Команды сыграют друг с другом дома и в гостях в 2 круга.
Сборные, занявшие первые два места, выйдут в финальную часть чемпионата. Участники плей-офф будут определены на основе их выступления в Лиге наций 2022/2023.
Сборные Бельгии и Австрии обеспечили себе участие в финальном турнире.

## Турнирная таблица
| Поз | Команда     | И | В | Н | П | МЗ | МП | РМ  | О  | Квалификация                        |     | Бельгия | Австрия | Швеция | Азербайджан | Эстония |
| --- | ----------- | - | - | - | - | -- | -- | --- | -- | ----------------------------------- | --- | ------- | ------- | ------ | ----------- | ------- |
| 1   | Бельгия     | 8 | 6 | 2 | 0 | 22 | 4  | +18 | 20 | Квалификация в финальный раунд      |     | —       | 1:1     | 1:1    | 5:0         | 5:0     |
| 2   | Австрия     | 8 | 6 | 1 | 1 | 17 | 7  | +10 | 19 | Квалификация в финальный раунд      |     | 2:3     | —       | 2:0    | 4:1         | 2:1     |
| 3   | Швеция      | 8 | 3 | 1 | 4 | 14 | 12 | +2  | 10 |                                     |     | 0:3     | 1:3     | —      | 5:0         | 2:0     |
| 4   | Азербайджан | 8 | 2 | 1 | 5 | 7  | 17 | −10 | 7  |                                     | 0:1 | 0:1     | 3:0     | —      | 1:1         |         |
| 5   | Эстония     | 8 | 0 | 1 | 7 | 2  | 22 | −20 | 1  | Сборная участвует в стыковых матчах |     | 0:3     | 0:2     | 0:5    | 0:2         | —       |

## Матчи
Список матчей был опубликован УЕФА 10 октября 2022. Время указано в CET/CEST. Местное время, если отличается, указано в скобках.
| Австрия                                             | 4:1     | Азербайджан  |
| --------------------------------------------------- | ------- | ------------ |
| - Забитцер 28′ 50′ - Грегорич 29′ - Баумгартнер 69′ | (отчёт) | Махмудов 64′ |

| Швеция | 0:3     | Бельгия            |
| ------ | ------- | ------------------ |
|        | (отчёт) | Лукаку 35′ 49′ 83′ |

| Австрия                    | 2:1     | Эстония      |
| -------------------------- | ------- | ------------ |
| - Кайнц 68′ - Грегорич 88′ | (отчёт) | Саппинен 25′ |

| Швеция                                                                             | 5:0     | Азербайджан |
| ---------------------------------------------------------------------------------- | ------- | ----------- |
| - Форсберг 38′ - Мустафазаде 65′ (авт.) - Дьёкереш 79′ - Карлссон 88′ - Эланга 89′ | (отчёт) |             |

| Азербайджан  | 1:1     | Эстония      |
| ------------ | ------- | ------------ |
| Кривоцюк 62′ | (отчёт) | Саппинен 27′ |

| Бельгия    | 1:1     | Австрия            |
| ---------- | ------- | ------------------ |
| Лукаку 62′ | (отчёт) | Мангаля 22′ (авт.) |

| Австрия             | 2:0     | Швеция |
| ------------------- | ------- | ------ |
| Баумгартнер 81′ 89′ | (отчёт) |        |

| Эстония | 0:3     | Бельгия                         |
| ------- | ------- | ------------------------------- |
|         | (отчёт) | - Лукаку 37′ 40′ - Бакайоко 90′ |

| Азербайджан | 0:1     | Бельгия        |
| ----------- | ------- | -------------- |
|             | (отчёт) | - Карраско 38′ |

| Эстония | 0:5     | Швеция                                                                   |
| ------- | ------- | ------------------------------------------------------------------------ |
|         | (отчёт) | - Дьёкереш 18′ - Кулушевски 24′ - Исак 39′ - Квайсон 75′ - Классон 90+2′ |

| Бельгия                                                          | 5:0     | Эстония |
| ---------------------------------------------------------------- | ------- | ------- |
| - Вертонген 4′ - Троссард 18′ - Лукаку 56′ 58′ - Де Кетеларе 88′ | (отчёт) |         |

| Швеция      | 1:3     | Австрия                                    |
| ----------- | ------- | ------------------------------------------ |
| - Хольм 90′ | (отчёт) | - Грегорич 53′ - Арнаутович 56′ 69′ (пен.) |

| Австрия                            | 2:3     | Бельгия                          |
| ---------------------------------- | ------- | -------------------------------- |
| - Лаймер 72′ - Забитцер 84′ (пен.) | (отчёт) | - Лукебакио 12′ 55′ - Лукаку 58′ |

| Эстония | 0:2     | Азербайджан                   |
| ------- | ------- | ----------------------------- |
|         | (отчёт) | - Байрамов 9′ - Шейдаев 45+4′ |

| Азербайджан | 0:1     | Австрия               |
| ----------- | ------- | --------------------- |
|             | (отчёт) | - Забитцер 48′ (пен.) |

| Бельгия             | 1:1Матч прерван | Швеция         |
| ------------------- | --------------- | -------------- |
| - Лукаку 31′ (пен.) | (отчёт)         | - Дьёкереш 15′ |

| Азербайджан                    | 3:0     | Швеция |
| ------------------------------ | ------- | ------ |
| - Махмудов 3′ 89′ - Дадашов 6′ | (отчёт) |        |

| Эстония | 0:2     | Австрия                    |
| ------- | ------- | -------------------------- |
|         | (отчёт) | - Лаймер 26′ - Линхарт 40′ |

| Бельгия                                 | 5:0     | Азербайджан |
| --------------------------------------- | ------- | ----------- |
| - Лукаку 17′ 26′ 30′ 37′ - Троссард 90′ | (отчёт) |             |

| Швеция                       | 2:0     | Эстония |
| ---------------------------- | ------- | ------- |
| - Классон 22′ - Форсберг 55′ | (отчёт) |         |

## Бомбардиры
Примечание: В скобках указано, сколько голов из общего числа забито с пенальти.
14 голов
- Ромелу Лукаку (1)

4 гола
- Марсель Забитцер (2)

3 гола
- Кристоф Баумгартнер
- Михаэль Грегорич
- Виктор Дьёкереш
- Эмин Махмудов

2 гола
- Доди Лукебакио
- Леандро Троссард
- Конрад Лаймер
- Марко Арнаутович (1)
- Виктор Классон
- Эмиль Форсберг
- Рауно Саппинен

1 гол
- Йохан Бакайоко
- Янник Карраско
- Ян Вертонген
- Шарль де Кетеларе
- Флориан Кайнц
- Филипп Линхарт
- Йеспер Карлссон
- Антони Эланга
- Деян Кулушевски
- Александер Исак
- Робин Квайсон
- Эмиль Хольм
- Антон Кривоцюк
- Турал Байрамов[англ.]
- Ренат Дадашов
- Рамиль Шейдаев (1)

Автоголы
- Бахлул Мустафазаде (в матче против  Швеции)
- Орель Мангаля (в матче против  Австрии)

## Дисквалификации
Игрок получает дисквалификацию на 1 матч за следующие нарушения:
- Красная карточка (отстранение за красную карточку может быть продлено за грубые нарушения).
- 3 жёлтые карточки в 3-х разных матчах, а также 5-я и каждая последующая жёлтая карточка (дисквалификация за жёлтую карточку не переносится на плей-офф, основной турнир или любые другие международные матчи).

Были отбыты следующие дисквалификации:
| Футболист   | Команда | Нарушения                        | Пропущенные матчи               |
| ----------- | ------- | -------------------------------- | ------------------------------- |
| Амаду Онана | Бельгия | против Австрии (12 октября 2023) | против Швеции (15 октября 2023) |